# Església de Sant Porfiri
L'església de Sant Porfiri (grec: Εκκλησία του Αγίου Πορφυρίου; àrab: كنيسة القديس برفيريوس, Kanīsat al-Qiddīs Burfīrīyūs) és una església cristiana ortodoxa grega a la ciutat de Gaza, a Palestina, i l'església activa més antiga de la ciutat. Situada al barri Zaytun de la Ciutat Vella de Gaza, rep el nom de sant Porfiri, bisbe de Gaza al segle v, la tomba del qual es creu que es troba a l'angle nord-est de l'església.

## Edifici
L'església de Sant Porfiri té forma rectangular, acabada amb un templet cobert de mig cimbori. L'església consta d'una sola nau formada per dos vans de volta de creueria, amb un absis semicircular sortint precedit per un presbiteri de volta de canó. Té similituds arquitectòniques i constructives amb l'antiga catedral de Sant Joan Baptista (actualment la Gran Mesquita de Gaza).
Hi ha tres accessos a l'església: el de ponent té un pòrtic amb tres columnes de marbre que sostenen dos arcs apuntats. Les bases dels marbres daten de l'època dels croats. També es pot accedir a l'església des de la seva façana o des d'una porta lateral que s'obre a una moderna galeria, equipada amb escales per a baixar al nivell del paviment. Els seus colossals murs estan sostinguts per columnes i pilastres horitzontals de marbre i granit.

## Història
Una església es va construir al lloc ja l'any 425 d.C., però la construcció de l'església actual la van dur a terme els croats als anys 1150 o 1160, i la van dedicar a sant Porfiri. Els registres del segle xv mostren que també es testimoniava la dedicació de l'església a la Mare de Déu. L'any 1856 va ser reformada.
El 2014, uns 2.000 palestins musulmans que fugien dels bombardejos israelians que havien matat més de 70 persones es van refugiar a l'església de Sant Porfiri. Durant els atacs, les famílies dormien als passadissos i cambres de l'església i edificis adjacents, on també se'ls va proporcionar menjar i atenció mèdica.
El 20 d'octubre del 2023, les Forces de Defensa d'Israel (FDI) van bombardejar l'església on van matar i ferir un gran nombre de persones. D'acord amb les autoritats palestines, almenys 500 persones s'havien refugiat a l'església dels bombardejos israelians. Segons les FDI l'església havia resultat malmesa en atacar un centre de comandament i control implicat en el llançament de coets i morters cap a Israel. Segons Al Jazzeera, els testimonis van afirmar que l'atac va malmetre la façana de l'església, fet que va provocar l'esfondrament d'un edifici adjacent, i que molts ferits havien estat evacuats a l'hospital.